# Historia Europy
Historia Europy – obejmuje historię cywilizacji ludzkiej na kontynencie europejskim od pojawienia się pierwszych ludzi aż do czasów współczesnych.
Historię Europy możemy podzielić na cztery epoki historyczne: starożytność, średniowiecze, nowożytność i historię najnowszą.
Starożytność obejmująca okres do 476 r. to głównie cywilizacje basenu Morza Śródziemnego – grecka i rzymska.
Następujące po starożytności średniowiecze to okres dominacji na kontynencie chrześcijaństwa oraz kształtowania się wielu państw współczesnej Europy. Epoka ta trwała do czasu wielkich odkryć geograficznych, za których symboliczną datę można przyjąć rok 1492.
Nowożytność obejmująca lata 1492–1789, to czas rozkwitu renesansu, pojawienie się reformacji i wojen religijnych na kontynencie. Okres ten obejmuje też dobę baroku i oświecenia.
Historia najnowsza kontynentu to okres XIX-wiecznych imperiów europejskich ukształtowanych po kongresie wiedeńskim w 1815 r. Obejmuje on również I wojnę światową, okres międzywojenny i II wojnę światową, a także zimną wojnę i upadek systemu komunistycznego w wielu krajach Europy.

## Prehistoria

Rozprzestrzenianie się neolitu w Europie

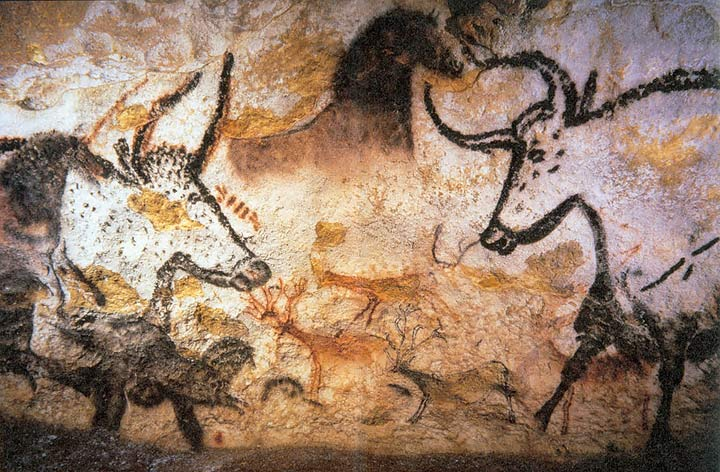
Prehistoryczne malowidła naskalne

Homo erectus najprawdopodobniej wyruszył z Afryki na podbój świata 1,8 mln lat temu i dotarł do Europy ok. 1,3–1 mln lat temu.
Najstarsze ślady ludzkiego bytowania, sprzed ok. 1,2 mln – 800 tys. lat, odkryto w Orce i w Atapuerca (Hiszpania), co by świadczyło o tym, że pierwsza kolonizacja naszego kontynentu nastąpiła poprzez Gibraltar. Ślady w Ca’ Belvedere di Monte Poggiolo (Forli, Włochy) i w La Grotte du Vallonnet (Nicea, Francja), pochodzą sprzed ok. 1 mln – 800 tys. lat. 736 tys. lat temu stacjonowała grupka ludzi w Isernii (Włochy). Na Ukrainę Zakarpacką (Korolew) Homo erectus dotarł 800 tys. lat temu, a na ziemie polskie ok. 500 tys. lat temu (Trzebnica).
Mezolit w Europie jest najlepiej poznany na terenach, gdzie wydziela się trzy podstawowe zespoły kultur: krąg zachodni (zob.gł. kultura tardenuaska), krąg północny (czasami błędnie utożsamiony z kulturą maglemoską) i północno-wschodni (którego zachodnim odłamem jest kultura kundajska).
Pierwsze wzorce i impulsy neolityczne zostały przeniesione do Europy z Azji Przedniej przez Bałkany. Jako najstarsze można wymienić: Sesklo, zespół Koranowo-Koros-Krisz-Starčevo (kultura starczewska), następnie młodsze kultury Vinča, Bojan (Boian), wreszcie zespół Cucuteni-Trypole (zob. też kultura trypolska).
Do najwcześniejszych kultur neolitycznych Europy Zachodniej można zaliczyć: kulturę ceramiki impresso-cardium.

## Starożytność
Okres w historii Europy nazywany też antykiem w odniesieniu Grecji i Rzymu i obejmujący głównie dzieje tych regionów od powstania pierwszych cywilizacji do około V wieku n.e.
Dokładne ramy czasowe tego okresu nie są ściśle określone. Tradycyjnie za początek starożytności uznaje się powstanie cywilizacji opartej na przekazie pisemnym, dla wcześniejszych dziejów rezerwując termin prehistoria. Data końcowa starożytności zwykle wiązana jest z upadkiem bądź poważnymi przemianami cesarstwa rzymskiego. M.in. rok 476, czyli koniec panowania ostatniego cesarza zachodniorzymskiego Romulusa Augustulusa;
395, czyli podział cesarstwa na dwie części po śmierci Teodozjusza I; początki arabskich podbojów w VII wieku i szereg innych dat.

### Starożytna Grecja

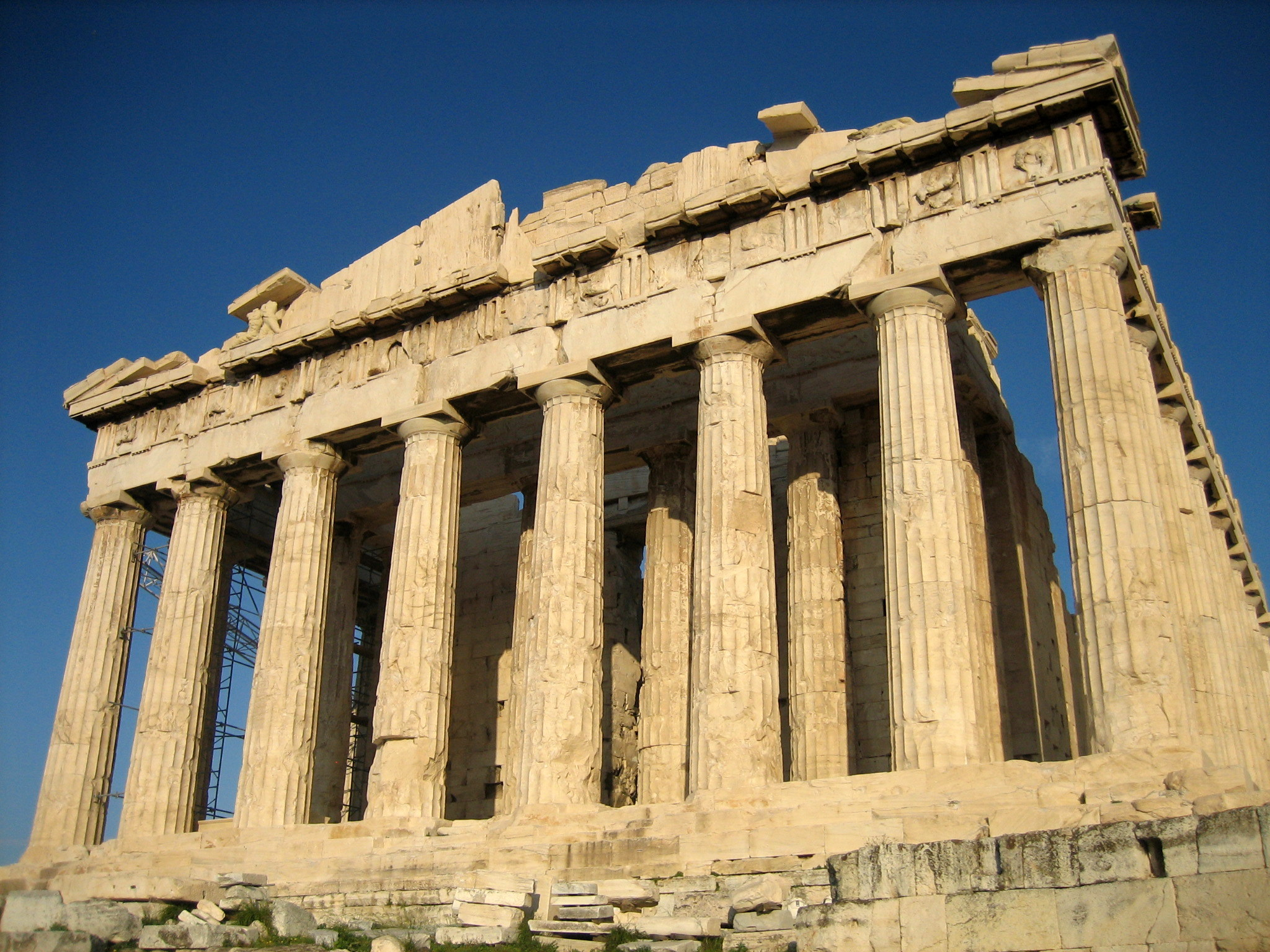
Partenon świątynia Ateny na Akropolu

Cywilizacja grecka, która w starożytności rozwijała się w południowej części Półwyspu Bałkańskiego, na wyspach mórz Egejskiego i Jońskiego, wybrzeżach Azji Mniejszej, a później także w innych rejonach Morza Śródziemnego uważana jest za kolebkę cywilizacji zachodniej. Grecka kultura, sztuka, mitologia, filozofia, nauka zostały za pośrednictwem Rzymian przekazane Europie i wywierały na jej mieszkańców ogromny wpływ w różnych okresach dziejów.
W epoce brązu powstały na tym obszarze wysoko rozwinięte kultury: minojska na wyspie Krecie, a w Grecji właściwej mykeńska, która później zdominowała Kretę. Wraz z końcem epoki brązu nastąpił gwałtowny upadek cywilizacji mykeńskiej i nastały tzw. wieki ciemne, z których wyłoniła się (ok. VIII w. p.n.e.) kultura Grecji archaicznej z ludnością żyjącą w miastach-państwach zwanych polis, z których najważniejsze były Ateny, Teby, Sparta i Korynt. Za okres szczytowego rozwoju cywilizacji greckiej uznaje się okres klasyczny (V-IV w. p.n.e.), kiedy to Grecy odepchnęli zagrożenie perskie, a najpotężniejsze polis toczyły wojny o hegemonię. W drugiej połowie IV w. p.n.e. dominację nad Grekami uzyskało zhellenizowane państwo macedońskie, a jego władca – Aleksander Wielki – podbijając imperium perskie rozprzestrzenił kulturę grecką na ogromne obszary Azji i zapoczątkował okres hellenistyczny. W wiekach II i I p.n.e. państwa greckie dostały się pod panowanie imperium rzymskiego.

### Starożytny Rzym

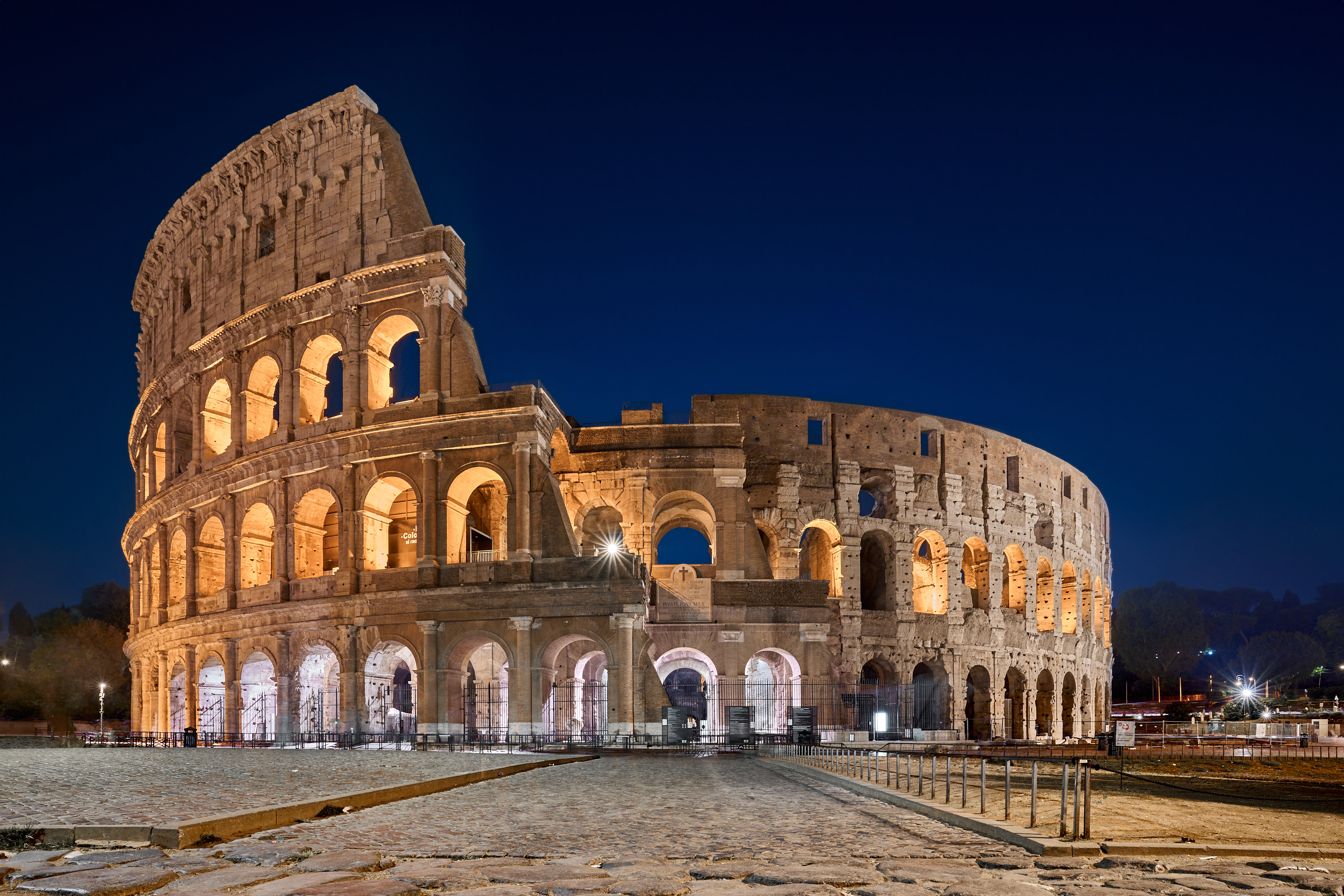
Rzymskie koloseum

Kolebką cywilizacji rzymskiej było miasto Rzym leżące w Italii, które w pewnym momencie swoich dziejów rozpoczęło ekspansję, rozszerzając swoje panowanie na znaczne obszary i wchłaniając m.in. kulturę starożytnej Grecji. Cywilizacja rzymska, nazywana też niekiedy grecko-rzymską, razem z pochodzącą z Bliskiego Wschodu religią – chrześcijaństwem, stworzyła podstawy późniejszej cywilizacji europejskiej. Miasto Rzym zaczęło kształtować się w VIII wieku p.n.e., natomiast za koniec starożytnego Rzymu przyjmuje się rok 476 n.e., w którym upadło Cesarstwo zachodniorzymskie, choć formalnie stworzone przez nie państwo upadło dopiero w 1453 roku n.e. (wraz z upadkiem Konstantynopola i tym samym Cesarstwa bizantyńskiego).

### Wielka wędrówka ludów

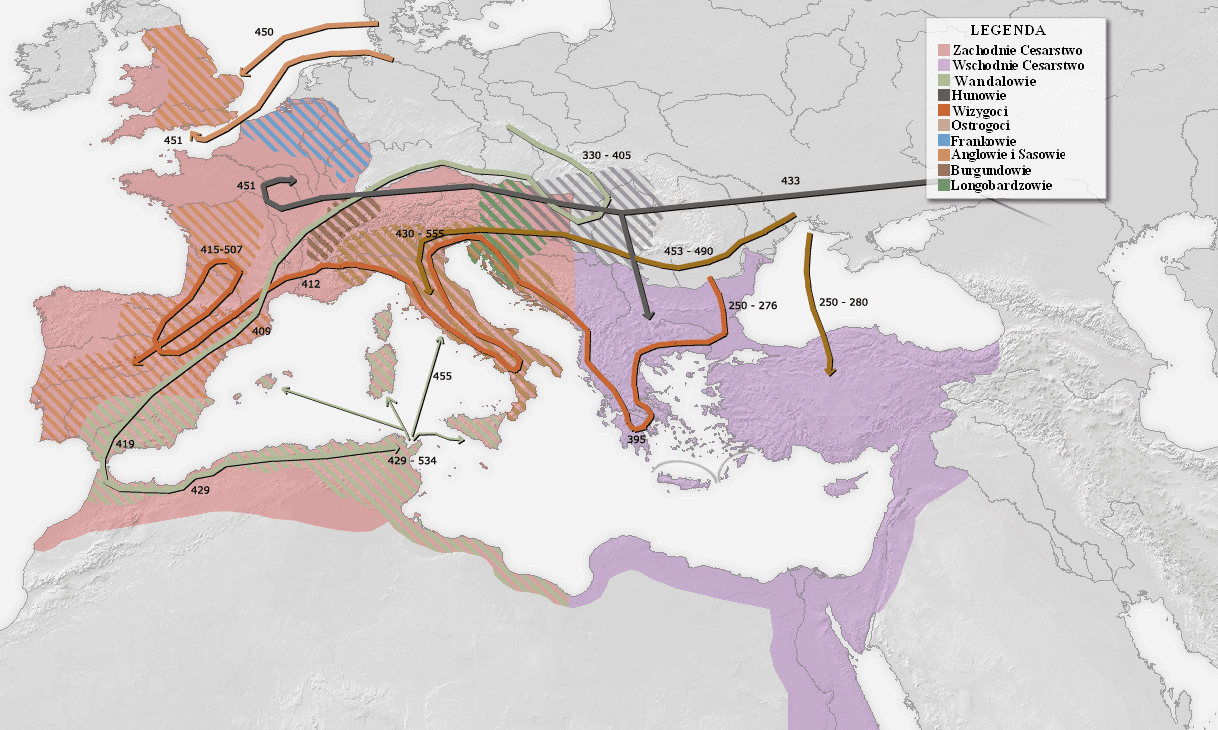
Wielka wędrówka ludów na terytorium Cesarstwa Rzymskiego

To okres migracji plemion barbarzyńskich, w szczególności Hunów i Germanów, na terytorium Cesarstwa Rzymskiego i innych terenach Europy, u schyłku starożytności i w początkach średniowiecza (IV-VI wiek). Proces ten radykalnie odmienił obraz kontynentu europejskiego – doprowadził do zmian etnicznych na dużych obszarach, wyznaczył koniec starożytności i pociągnął za sobą upadek cesarstwa rzymskiego. Większość powstałych na jego gruzach nowych państw sama podzieliła jego los, jednak niektóre (jak państwo Franków) stały się podwalinami nowożytnych państw europejskich.

## Średniowiecze
Epoka w historii Europy trwająca od V wieku do XV wieku, która rozpoczęła się wraz z upadkiem cesarstwa zachodniorzymskiego i trwała do epoki renesansu i wielkich odkryć geograficznych. Jest środkowym okresem w tradycyjnym podziale historii Europy na starożytność, średniowiecze i nowożytność. Dzieli się na wczesne, pełne (dojrzałe) i późne średniowiecze.
Schyłek starożytności i początek średniowiecza charakteryzowały się spadkiem liczby ludności, upadkiem miast i najazdami plemion barbarzyńskich. Na gruzach cesarstwa zachodniorzymskiego plemiona barbarzyńskie (w tym różne ludy germańskie) tworzyły nowe państwa. W VII wieku Afryka Północna i Bliski Wschód, będące dotąd częścią cesarstwa wschodniorzymskiego (Cesarstwa Bizantyńskiego), zostały podbite przez Arabów i stały się częścią kalifatu. Chociaż nastąpiła znacząca zmiana stosunków społecznych i struktur politycznych, nie doszło do całkowitego zerwania z dziedzictwem starożytności. Cesarstwo Bizantyńskie przetrwało i nadal było znaczącą siłą. Kodeks Justyniana (zbiór prawa rzymskiego) miał istotny wpływ na rozwój średniowiecznego prawodawstwa. Na zachodzie Europy większość nowo powstałych królestw zaadaptowała niektóre z nadal istniejących rzymskich instytucji. W miarę rozprzestrzeniania się chrześcijaństwa były zakładane klasztory. Frankowie pod władzą Karolingów stworzyli imperium obejmujące pod koniec VIII i na początku IX wieku większość zachodniej Europy. Imperium Karolińskie rozpadło się w wyniku walk wewnętrznych i towarzyszącym im najazdów: wikingów z północy, Węgrów ze wschodu i Saracenów z południa. Jednocześnie we wschodniej Europie odnotowano po raz pierwszy państwa słowiańskie: Państwo Samona i Państwo wielkomorawskie. W międzyczasie pojawiają się pierwsze źródła na temat innych państw europejskich np. Polski Piastów, Czechów Przemyślidów czy Rusi Kijowskiej Rurykowiczów.
W okresie pełnego średniowiecza (które zaczęło się w XI wieku) znacznie wzrosła liczba ludności Europy. Było to wynikiem rozwoju technologii i rolnictwa, co w połączeniu ze zmianą klimatu w okresie średniowiecznego optimum klimatycznego pozwoliło na wzrost plonów i rozwój handlu. Stosunki społeczne opierały się na systemie lennym, w którym – w zamian za lenno – wasal był zobowiązany do świadczeń wojskowych na rzecz seniora, oraz poddaństwie chłopów, którzy byli zobowiązani do świadczenia danin i pracy na rzecz feudałów. W celu odzyskania z rąk muzułmanów znajdującej się na Bliskim Wschodzie Ziemi Świętej organizowano od XI do XIII wieku wyprawy zbrojne katolickiego rycerstwa – krucjaty. Pierwsza krucjata została ogłoszona w 1095 podczas synodu w Clermont. W tym okresie zaczęły się tworzyć scentralizowane państwa narodowe. Życie intelektualne tego okresu było zdominowane przez scholastykę – filozofię uzasadniającą prawdy wiary. Powstawały pierwsze uniwersytety. Do wybitnych osiągnięć średniowiecza należały filozofia Tomasza z Akwinu, malarstwo Giotta, poezja Dantego i Chaucera, podróże Marco Polo i architektura gotyckich katedr (np. w Chartres).
W okresie późnego średniowiecza klęski głodu, zarazy i wojny spowodowały znaczny spadek liczby ludności Europy; pomiędzy 1347 a 1350 czarna śmierć przyczyniła się do śmierci około 1/3 ówczesnej populacji Europy. Wojnom pomiędzy państwami, wojnom domowym i buntom chłopskim towarzyszyły spory, herezje i wielka schizma w Kościele katolickim. Zmiany w kulturze i technologii przekształciły społeczeństwa europejskie, a pojawiający się Renesans oznaczał kres średniowiecza i początek dziejów nowożytnych.

### Wczesne średniowiecze
Okres średniowiecza, trwający od końca V do połowy (lub końca) XI wieku. Za koniec dość powszechnie obiera się rok 1000, ta data, niezwiązana z żadnym konkretnym wydarzeniem, symbolizuje proces przemian zapoczątkowany w czasach karolińskich (rozwój feudalizmu, odrodzenie Kościoła), a rozpoczynających nową epokę pełnego średniowiecza.
Po obaleniu Romulusa Augustulusa w roku 476 władzę nad terenami Italii objął Odoaker. Został obwołany przez własne wojska królem, jednak wobec słabości swojej pozycji zabiegał o uznanie przez cesarstwo wschodniorzymskie siebie za namiestnika cesarskiego na tym obszarze. Cel ten udało mu się zrealizować w roku 480. Wzrost niezależności Odoakra spowodował interwencję Bizancjum. Do przywrócenia cesarskiej kontroli nad Półwyspem Apenińskim wykorzystano sojusznicze jednostki ostrogockie Teodoryka Wielkiego. W roku 493 Teodoryk zdobył Rawennę, zmuszając do kapitulacji Odoakra. Zwycięski wódz pełnił w Italii podwójną rolę: namiestnika cesarskiego dla ludności rzymskiej i króla dla Ostrogotów. W roku 535 wojska cesarstwa wschodniorzymskiego interweniowały w Italii, rozpoczynając tzw. wojny gockie. Dwadzieścia lat później Ostrogoci zostali ostatecznie rozbici, jednak władza Bizancjum w Italii nie trwała długo – w 568 roku do osłabionego wojnami kraju wkroczyli Longobardowie, zajmując większość Półwyspu Apenińskiego (choć centrum władzy bizantyńskiej w północnej Italii – Egzarchat Rawenny przetrwał do 751 roku). W 774 Longobardowie ulegli wojskom Karola Wielkiego.
Państwo frankijskie wyłoniło się z grupy plemion frankijskich, zjednoczonych pod przywództwem Chlodwiga. W roku 486 Frankowie zadali klęskę ostatniemu namiestnikowi rzymskiemu w Galii. Dziesięć lat później, dla ugruntowania swojej pozycji oraz zdobycia silnych sojuszników, Chlodwig, jako pierwszy spośród przywódców plemion germańskich, przyjął chrzest w obrządku katolickim. W ciągu stu lat jego państwo podbiło całą Galię. Pod koniec VIII wieku nastąpił dalszy wzrost znaczenia państwa Franków. Rozciągało się ono od Morza Północnego po Ebro i od Zatoki Biskajskiej po Ren. W 800 roku Karol Wielki został koronowany przez papieża na cesarza rzymskiego. Tym samym państwo Franków przekształciło się w Imperium Karolińskie.
W roku 409 tereny półwyspu iberyjskiego zostały zaatakowane przez Wandalów, Alanów i Swebów. Wobec panującego od roku 455 w Zachodnim Cesarstwie zamętu, uległy zerwaniu więzi łączące ten region z Rzymem. W latach 469–473 król Wizygotów Euryk opanował tereny półwyspu, ustanawiając własne państwo. W roku 550 walki w Iberii wykorzystał cesarz bizantyjski Justynian I Wielki, próbujący zrekonstruować imperium rzymskie w dawnych granicach. W krótkim czasie armia bizantyjska opanowała Malagę, Kordobę i Kartagenę. Posiadłości te były jednak coraz bardziej zaniedbywane przez cesarstwo, wobec znacznej odległości od Konstantynopola oraz poważnych zagrożeń dla państwa. W roku 633 synod w Toledo wprowadził zasadę elekcyjności tronu wizygockiego. W VIII wieku osłabione państwo uległo najazdowi maghrebskiemu. W roku 711 wódz Tarik ibn Ziyad pokonał w bitwie nad Guadelete, armię Wizygocką. Osłabione konfliktami wewnętrznymi państwo, uległo w ciągu kilku lat podbojowi arabskiemu i utworzeniu tam kalifatu pod nazwą Al-Andalus. Pierwszym państwem, które powstało po tym najeździe, było Królestwo Asturii, zajmujące północną część Półwyspu Iberyjskiego. Z zajętych przez siebie terenów Arabowie dokonywali licznych wypadów na terytorium państwa Franków. W roku 732 w bitwie pod Poitiers zostali oni pokonani przez Karola Młota. By oddalić zagrożenie arabskie od swoich posiadłości, Karol Wielki w roku 778 podjął wyprawę do Hiszpanii zakończoną jednak klęską. Dalsze walki po roku 795 doprowadziły do utworzenia Marchii Hiszpańskiej, której granice sięgały Ebro.
W południowo-wschodniej Europie powstało państwo Bułgarów. Początkowo osiadli na północ od Starej Płaniny, jednakże szybko zaczęli rozglądać się za nowymi kierunkami ekspansji. Odradzająca się potęga Bizancjum w osobie cesarza Konstantyna V zdołała jednak powstrzymać te zapędy, rozbijając ich siły w 763 pod Anchialos.
Panowanie Kruma odwróciło kartę na korzyść Bułgarów. Katastrofalna klęska bizantyńczyków w bitwie na przełęczy Wyrbica z 811, w której zginął cesarz Nicefor I Genik. Bułgaria sięgnęła wówczas po Cisę i Sawę. W 864 car Borys I Michał przyjął chrzest w obrządku greckim. Nie zapobiegło to wybuchowi nowych walk (894), sukcesy Symeona doprowadziły do uznania przez Bizancjum tytułu cara i niezależnej hierarchii kościelnej w Bułgarii. Podbój Serbii stworzył z Bułgarii wielkie państwo rozciągające się od Adriatyku po Morze Czarne. Panowanie cesarza Bazylego II, zwanego nie bez powodu Bułgarobójcą, zakończyło ten okres w dramatycznych okolicznościach. Najpierw w 972 roku utracili tereny wschodnie, a w 1018 roku cała Bułgaria stała się częścią Cesarstwa.
Około VI wieku na arenie historii Europy pojawili się Słowianie. Ich pochodzenie pozostaje niepewne. Państwo Samona było pierwszą organizacją o cechach państwa wśród Słowian. Powstało ono w 1. poł. VII wieku, w czasie gdy podupadało państwo Awarów. Był to związek plemion zamieszkujących obszar dzisiejszych Czech lub Moraw, jego przywódcą został wybrany frankijski kupiec Samon. Wpływy państwa Samona szybko rozciągnęły się na obszar dzisiejszej Słowacji, Austrii i Słowenii. Niewątpliwym sukcesem było odparcie dwu najazdów króla Franków Dagoberta I (zwycięska bitwa pod Wogastisburgiem z 631/632 roku). Po ok. 660 roku nie znajdujemy żadnych dalszych wzmianek o państwie Samona, jego dalsze losy są niejasne.
Kolejne państwo słowiańskie powstało na początku IX wieku na terenach dzisiejszych Moraw (stanowiących wcześniej centrum Państwa Samona), kilka lub kilkanaście lat po ostatecznym zniszczeniu Kaganatu Awarskiego przez armię Karola Wielkiego w 805 roku. Jest wysoce prawdopodobne, że to słowiańskie elity państwa Awarów przyczyniły się bezpośrednio do powstania Państwa wielkomorawskiego. Rządzone było przez lokalną dynastię, której pierwszym znanym przedstawicielem był Mojmir I, który ok. 830 r. zjednoczył plemiona zamieszkałem w dorzeczu Dyi i Morawy. Pierwsza wzmianka o tym państwie dotyczy włączenia do niego Księstwa Nitrzańskiego przez Mojmira I, co nastąpiło w roku 833 lub nieco wcześniej. Mniej więcej w tym samym czasie w państwie zaszczepione zostało chrześcijaństwo. Chrzest przyjęto w 822 od strony państwa wschodniofrankijskiego. Od 863 roku działalność misyjną w państwie wielkomorawskim prowadzili Cyryl i Metody, wraz z którymi pojawił się stworzony przez nich obrządek słowiański oraz język staro-cerkiewno-słowiański. Epizod obrządku słowiańskiego zakończył się w roku 887, gdy za sprawą wrogiej postawy duchowieństwa niemieckiego uczniowie Cyryla i Metodego zostali wygnani. Szczyt ekspansji Wielkich Moraw przypadł na panowanie Świętopełka I w latach 871–894, kiedy w ich skład wchodziły, poza Morawami, częściowo tereny dzisiejszych Węgier i Słowacji, a także Czechy, Łużyce, Zakarpacie. Kwestia przynależności do Państwa wielkomorawskiego Małopolski i Śląska jest przedmiotem sporów między polskimi naukowcami, z których część opowiada się za tą przynależnością, a część uznaje, że nie ma na nią żadnych dowodów. Osłabione walkami wewnętrznymi, pomiędzy następcami Świętopełka, państwo upadło w 906 r. przede wszystkim w wyniku najazdu koczowniczych Węgrów, którzy wtargnęli przez północne Karpaty do Kotliny Panońskiej.
W północnej Europie rozwinęła się cywilizacja Wikingów skandynawskich wojowników, którzy od VIII wieku podejmowali dalekie wyprawy o charakterze kupieckim, rabunkowym lub osadniczym. Organizatorami wypraw do krajów Europy Zachodniej byli Normanowie duńscy i norwescy (czyli właśnie wikingowie), a także mieszkańcy dzisiejszej Szwecji południowej (prowincje Bohuslän, Halland, Uppland, Skania i Blekinge). Normanowie szwedzcy, głównie Swionowie i Goci, organizowali wyprawy do krajów położonych na wschód i południe od ich ojczyzny, docierając do Bułgarii Kamskiej, Rusi Kijowskiej, Bizancjum, a nawet Kalifatu Bagdadzkiego. Wikingowie dotarli też do Ameryki Północnej na długo przed Kolumbem. Dopłynęli do półwyspu Labrador – Winlandii (wschodnie wybrzeże Kanady). Zasiedlili tereny północnej Francji, które noszą dotąd miano Normandii. Ulegli tam szybkiej romanizacji, przejmując od miejscowych język francuski. W 1066 książę normandzki Wilhelm Zdobywca wyprawił się na północ i podbił Anglię, zwyciężając w bitwie pod Hastings. Inwazja ta wyznacza koniec epoki staroangielskiej w rozwoju kultury.
Pod koniec wczesnego średniowiecza powstało państwo Polskie, które wykształciło się z państwa plemienia Polan, zamieszkującego Wielkopolskę, rządzonego przez władców z dynastii Piastów. Pod koniec X wieku posiadłości Piastów obejmowały prawdopodobnie teren dzisiejszej Polski, z wyłączeniem północno-wschodnich terenów, zamieszkałych przez pozostających w pogaństwie Prusów.

### Pełne średniowiecze
Okres pełnego średniowiecza trwający od końca X do połowy (lub końca) XV wieku był czasem, w którym w Europie dominowało chrześcijaństwo, istniały silne wpływy papiestwa, wykształcił się również etos rycerski. W pełnym średniowieczu następuje silny rozwój feudalizmu, i dominacja Kościoła katolickiego na kontynencie.
Najważniejszymi wydarzeniami w tym okresie były: Wielka schizma wschodnia, powstanie Świętego Cesarstwa Rzymskiego, wyprawy krzyżowe, oraz ostateczne uformowanie się wielu państw europejskich.

#### Wielka schizma wschodnia
Symbolicznie za rozłam kościoła wschodniego i zachodniego przyjmuje się rok 1054.

#### Wielka schizma zachodnia
Okres konfliktów wewnątrz kościoła katolickiego w Europie, trwający od 1378 do 1417 roku, kiedy to brak zgody kardynałów, kierujących się głównie pobudkami politycznymi, powodował, że do tytułu głowy Kościoła katolickiego rościło sobie pretensje dwóch, a nawet trzech papieży jednocześnie.

#### Wojny religijne
I wyprawa krzyżowa (1096–1099) – stanowiła bezpośrednią odpowiedź na wezwanie papieża Urbana II. W skład wyprawy weszli rycerze lotaryńscy oraz Normanowie i Prowansalczycy. W trakcie wyprawy krzyżowcy zdobyli m.in. Niceę, Antiochię, Ma’arrat an-Numan, a wreszcie Jerozolimę, gdzie utworzyli Królestwo Jerozolimskie. II wyprawa krzyżowa podjęta w latach 1147–1149, zorganizowana w odpowiedzi na zdobycie przez muzułmanów hrabstwa Edessy. Wyprawą dowodziło dwóch europejskich monarchów – król Francji Ludwik VII i cesarz Konrad III. Krzyżowcy ponieśli klęskę w bitwie pod Doryleum, a następnie odstąpili od oblężenia Damaszku. III wyprawa krzyżowa zorganizowana pomiędzy 1189 a 1192 r. w odpowiedzi na zdobycie Jerozolimy przez wojska Saladyna. Wyprawą dowodzili: cesarz Fryderyk I Barbarossa, król Francji Filip II August oraz król Anglii Ryszard I Lwie Serce. Fryderyk Barbarossa utonął w trakcie wyprawy, natomiast siły Ryszarda zdobyły Akkę i pokonały wojska Saladyna w bitwach pod Arsuf i Jafą. Ryszard nie zdecydował się na oblężenie Jerozolimy, a zamiast tego podpisał z Saladynem ugodę. IV wyprawa krzyżowa miała miejsce od 1202 do 1204 jej celem było wsparcie państw łacińskich na Bliskim Wschodzie, jednak na skutek manipulacji doży weneckiego Henryka Dandolo, krzyżowcy zaatakowali Bizancjum, zdobyli Konstantynopol i utworzyli państewko nazwane Cesarstwem Łacińskim. V wyprawa krzyżowa skierowana była przeciw Egiptowi. Wyprawą dowodzili: król Węgier Andrzej II, książę Antiochii Boemund IV oraz król Cypru Hugo I Cypryjski. Krzyżowcy zostali ostatecznie wyparci z Egiptu. Wyprawa Fryderyka II pomiędzy 1228 a 1229 zorganizowana przez cesarza rzymsko-niemieckiego Fryderyka II. Nie miała ona jednak charakteru wyprawy zbrojnej, a była swego rodzaju misją dyplomatyczną. Na drodze rokowań udało się krzyżowcom odzyskać Jerozolimę z korytarzem łączącym ją z wybrzeżem, a także Betlejem i Nazaret. VI wyprawa krzyżowa zorganizowana została przez króla Francji Ludwika IX na wieść o zdobyciu Jerozolimy przez Chorezmijczyków w 1244 roku. Ostatecznie do niewoli dostał się sam francuski monarcha, co ostatecznie zakończyło wyprawę. VII wyprawa krzyżowa zorganizowana przez Ludwika IX, który zaatakował Tunis w celu zmuszenia jego władcy do przejścia na chrześcijaństwo. Po śmierci Ludwika IX wojska krzyżowców powróciły do Europy.
Ostatnią z krucjat była wyprawa Edwarda I w latach 1271–1272, zorganizowana przez Edwarda I (późniejszego króla Anglii) wraz z Ludwikiem IX. Oprócz oficjalnych wypraw krzyżowych organizowane były tzw. wyprawy ludowe, w których uczestniczyły tłumy chłopów, biedoty i pospolitych przestępców, często podróżujących z całymi rodzinami. Wszystkie zakończyły się masakrami ich uczestników. Do krucjat ludowych zaliczane są: I wyprawa ludowa, II wyprawa ludowa i Krucjata dziecięca.
Jednocześnie na wschodzie Europy, sprowadzeni w 1226 r. przez Konrada Mazowieckiego Krzyżacy, dokonali podboju plemion pruskich i weszli w konflikt z pogańskim Wielkim Księstwem Litewskim. Ostatecznie po Unii w Krewie Wielkie Księstwo Litewskie za pośrednictwem Polski przyjęło chrześcijaństwo. Wspólne siły polsko-litewskie w 1410 r. pod Grunwaldem położyły kres dominacji Zakonu Krzyżackiego w Europie Środkowo-Wschodniej.
Od XIII do końca średniowiecza Europa Środkowo-Wschodnia zmagała się również z najazdami Mongołów. Ruś Kijowska została w pełni podporządkowana Imperium Mongolskiemu. Pierwszy najazd mongolski na Polskę miał miejsce w 1241. Doszło wtedy do bitwy pod Legnicą, w której zginął książę Henryk II Pobożny.

#### Czarna śmierć
W połowie XIV w. średniowieczną Europę nawiedziła jedna z największych epidemii w dziejach ludzkości. Obecnie za jej przyczynę uważa się bakterię Yersinia pestis (zwaną też pałeczką dżumy), powodującą dżumę, na co wskazuje analiza DNA ofiar zarazy. Pierwsza najpoważniejsza fala zachorowań miała miejsce w latach 1346–1351.
Epidemia czarnej śmierci wybuchła w Azji Środkowej, być może w Chinach, skąd przez jedwabny szlak w 1346 dostała się na Krym, a stamtąd rozprzestrzeniła się na basen Morza Śródziemnego i całą Europę, roznoszona prawdopodobnie przez pchły pasożytujące na szczurach śniadych zamieszkujących ówczesne statki handlowe. Szacuje się, że zaraza spowodowała śmierć 30–60% ludności ówczesnej Europy. W wymiarze ogólnoświatowym populacja została zredukowała z 450 milionów do 350–375 milionów i potrzebowała aż 150 lat, by wrócić do stanu liczebnego sprzed pandemii. „Czarna śmierć” powracała jeszcze sporadycznie do Europy aż do dziewiętnastego stulecia. Dżuma wielokrotnie powracała, dziesiątkując poszczególne miejsca Europy od XIV do XVII wieku. Jak podaje Biraben, zaraza była obecna w każdym roku w okresie 1346–1671. Epidemia dżumy w średniowieczu była szczególnie widoczna w latach 1360–1363, 1374, 1400, 1438–1439, 1456–1457, 1464–1466, 1481–1485.

### Architektura kultura i sztuka średniowiecza
Pierwszą po antyku wykształconą na terenie Europy była tzw. architektura przedromańska. Stylem charakterystycznym dla wcześniejszych wieków średniowiecza jest późniejszy styl romański ukształtowany w Europie zachodniej na zachód od Renu, na terenach zajmowanych obecnie przez dzisiejsze północne Włochy, Francję i zachodnie Niemcy. Wkrótce zasięgiem nowego stylu objęte zostały kolejne tereny Europy i wraz z prowadzonymi wyprawami krzyżowymi przeniknął na Bliski Wschód. Czas trwania sztuki romańskiej był niejednolity; występowały także różnice w stylu między poszczególnymi regionami. Sztuka ta wyrosła na bazie antyku oraz doświadczeń sztuki karolińskiej i ottońskiej, także bizantyńskiej. Romanizm związany był z działalnością Kościoła katolickiego i stąd obecny był w głównej mierze w sztuce sakralnej.
Kolejnym stylem kojarzonym z pełnym średniowieczem jest gotyk – styl w architekturze i innych dziedzinach sztuk plastycznych (rzeźbie, malarstwie i sztuce sepulkralnej), który powstał przed połową XII wieku we Francji i szybko rozprzestrzenił się w wielu innych państwach Europy. Powstanie gotyku związane jest z rozwijającą się pod koniec średniowiecza kulturą dworską, rycerską i mieszczańską. W architekturze gotyk charakteryzował się użyciem ostrych łuków, sklepień krzyżowo-żebrowych, skarp i łuków przyporowych.

Mapa nieznanego portugalskiego kartografa z 1502 roku przedstawia świat taki, jaki stał się znany Europejczykom po wyprawach eksploracyjnych pod koniec XV wieku do obu Ameryk, Afryki i Indii

## Nowożytność
Kolejną epoką w historii Europy po średniowieczu i poprzedzająca XIX wiek jest nowożytność. Za jej datę początkową uznaje się najczęściej upadek Konstantynopola, a tym samym cywilizacji bizantyńskiej (1453) lub odkrycie Ameryki przez Krzysztofa Kolumba (1492). Obie te daty mają wyłącznie charakter umowny – upadek Bizancjum miał bardzo ograniczony wpływ na rozwój kultury europejskiej, natomiast ekspansja europejska w kierunku zachodnim i południowym miała przynieść skutki dopiero w XVI wieku. Realnymi wyznacznikami przejścia od epoki średniowiecznej do nowożytnej są natomiast przemiany kulturowe, polityczne, państwowe, ideologiczne i w ograniczonym stopniu techniczne. W historii świata za umowne zakończenie epoki najczęściej uznaje się wybuch rewolucji francuskiej, a rzadziej kongres wiedeński.
Wewnątrz epoki nowożytnej stosuje się często, szczególnie w pracach popularnych, podział zaczerpnięty z historii sztuki. Z perspektywy nauk historycznych jego realna przydatność jest wątpliwa, ze względu na niejednorodną linię czasową i brak bezpośredniego przełożenia historii np. literatury na dzieje polityczne.
Ogólny podział tego typu:
- renesans – wiek XV i XVI
- barok – od końca XVI wieku do początków XVIII wieku
- oświecenie – XVIII wiek
- romantyzm – pierwsza połowa XIX wieku

### Renesans
Renesans zwany też Odrodzeniem, określany często jako „odrodzenie sztuk i nauk” oraz koncepcja historiozoficzna odnosząca się do historii kultury włoskiej od Dantego do roku 1520. Jako epoka w historii kultury renesans obejmuje wiek XV i XVI, lecz jego granice czasowe nie są jasno ustalone. Renesans jako koncepcja historiozoficzna Jacoba Burckhardta, pewien wzorzec do naśladowania, jaki ten historyk chciał przekazać swoim współczesnym, a z którym wiąże się do dziś popularne i „szkolne” rozumienie tej epoki, jest już przestarzały.
Jako spójny okres w historii cywilizacji renesans postrzegany jest tylko przez niektórych historyków, szczególnie historyków amerykańskich – chcą oni ujmować historię tej epoki jako samodzielną jedność, tj. badać razem np. wielkie odkrycia geograficzne, przemiany w literaturze, wzrost inflacji w XVI wieku czy rozwój medycyny w ich wzajemnych powiązaniach. Wielu innych współczesnych uczonych woli widzieć renesans na tle szeroko pojętej kultury europejskiej, odrzucając przy tym tezę o jego przełomowości dla Europy i widząc w nim raczej kontynuację średniowiecza, a nie odrębną epokę historyczną. Szczególnie wyraźne jest to na gruncie historii filozofii, w której niezależnie od tego, jak ten przełom się ocenia, widzi się przełom polegający na „przejściu od przedmiotu do podmiotu” nie w filozofii odrodzenia, ale w racjonalizmie wieku XVII.
Mniej wyraźne jest to na gruncie sztuki, gdzie renesans ciągle widziany jest jako epoka klasyczna i szczególna, mimo trwających od dawna tendencji do rewaloryzacji sztuki „nieklasycznej”, jak sztuka średniowieczna, bizantyńska czy orientalna. Jako kontynuację średniowiecza widzą renesans przede wszystkim mediewiści, jak Étienne Gilson wykazujący, że jest on „zepsutym średniowieczem”, czy Charles Homer Haskins, główny twórca teorii fal renesansowych w średniowieczu (renesans karoliński, ottoński itp.), do której przynależeć ma renesans XV i XVI w. Historyk sztuki Erwin Panofsky twierdzi jednak, że należy odróżniać renesans i renesansy średniowieczne ze względu na to, że w renesansie włoskim wieku XV dokonało się zjednoczenie obecnych w dawniejszych renesansach starożytnych form z odkrytymi na nowo treściami starożytności.

### Wielkie odkrycia geograficzne
Seria odkryć geograficznych dokonanych przez europejskich żeglarzy na przełomie XV i XVI wieku, a w szczególności: opłynięcie Przylądka Dobrej Nadziei przez Diasa (1488), odkrycie Ameryki przez Kolumba (12 października 1492), a następnie jej podbój, podróż Vasco da Gamy do Indii (1498) oraz pierwsza podróż dookoła świata Magellana (1519–1522). Erę wielkich odkryć kończy odkrycie Australii, być może dokonane przez Portugalczyków już w XVI wieku i utrzymywane w tajemnicy. Pierwszym znanym z imienia odkrywcą tego kontynentu (w 1606 r.) został uznany Holender Willem Janszoon. W ten sposób po raz pierwszy w historii określona cywilizacja zdobyła wiedzę o wszystkich zamieszkałych kontynentach, co było początkiem nieodwracalnych zmian historycznych. Nie był to koniec odkryć nowych kontynentów, gdyż pozostała jeszcze Antarktyda, ale ludzkość po raz pierwszy w swej historii stała się we własnej świadomości „kompletna”.
Wydarzenia te zapoczątkowały kolejne wyprawy odkrywcze i przyczyniły się do znaczącego poszerzenia horyzontu geograficznego Europejczyków. Rozpoczął się okres wielkiej kolonizacji, w której przodowali początkowo Portugalczycy i Hiszpanie, później dołączyli do nich Holendrzy, Anglicy i Francuzi. Znacząco rozwinął się handel, dotąd przede wszystkim morski (Morze Śródziemne, Bałtyk), teraz stał się oceaniczny. Dotychczasowe potęgi handlowe, takie jak miasta włoskie czy hanzeatyckie, zaczęły tracić na znaczeniu, a zyskiwały ośrodki takie jak Kadyks, Sewilla, Lizbona, Antwerpia. Nowe odkrycia geograficzne miały także wpływ na przemiany umysłowe zachodzące w Europie.

### Reformacja
Zapoczątkowany przez Marcina Lutra w XVI wieku, mający na celu odnowę chrześcijaństwa ruch był reakcją na negatywne zjawiska, które miały miejsce w katolickiej hierarchii kościelnej, a także stanowił opozycję do katolickiej doktryny dogmatycznej. Podwaliny pod wystąpienie Marcina Lutra położyła działalność Jana Husa na początku XV wieku – ruch husycki (husyci) odegrał ważną rolę w rozwoju reformacji.
W wyniku reformacji wyłoniły się nowe odłamy chrześcijaństwa, m.in.:
- Luteranizm – 1517, jego twórcą był Marcin Luter
- Anglikanizm – 1534, jego formalnym założycielem był Henryk VIII.
- Kalwinizm (ewangelicyzm reformowany) – 1536, jego twórcą był między innymi Jan Kalwin i Huldrych Zwingli.
- Unitarianizm – 1562, jego twórcami byli m.in. Miguel Servet i Faust Socyn.

### Walka o hegemonię w Europie w XVI i XVII w.
W XVI i XVII wieku sytuacja na kontynencie europejskim była bardzo dynamiczna. W początkach XVI w. w Europie nastąpił okres walk o hegemonię na kontynencie zakończony utrzymaniem przewagi na kontynencie europejskim przez Hiszpanię po podpisaniu w 1559 r. pokoju w Cateau-Cambrésis, która utrzymała przewagę do 1659 r. Obok Hiszpanii na kontynencie dominowała Rzeczpospolita Obojga Narodów, która zwycięsko wyszła z serii wojen o Dominium Maris Baltici, a w latach 1610–1612 okupowała stolicę Rosji – Moskwę. Hegemonia Rzeczypospolitej w Europie utrzymała się do czasów powstania Chmielnickiego i potopu szwedzkiego (1648–1655). Trzecią potęgą w Europie w XVI i XVII w. było Imperium Osmańskie, które władało Bałkanami, Grecją i większą częścią historycznych Węgier. W 1683 r. uległo ono połączonym siłom austriackim i polskim w bitwie pod Wiedniem. W II połowie XVII w. zaznaczy się coraz wyraźniej przewaga Francji, Austrii, Rosji i Prus, które będą rywalizować o hegemonię na kontynencie w XVIII i XIX w.

#### Europa zachodnia

##### Wojny włoskie
Walka o hegemonię w zachodniej Europie rozgrywała się głównie pomiędzy Francją, Hiszpanią Habsburgów, Świętym Cesarstwem Rzymskim w tym Arcyksięstwem Austriackim oraz Królestwem Anglii. W konflikt bezpośrednio i pośrednio angażowały się ówczesne mocarstwa światowe: Imperium Osmańskie, Rzeczpospolita Obojga Narodów, Carstwo Rosyjskie, Królestwo Danii i Szwecji.
Wojny włoskie, które de facto zapoczątkowały nowożytne zmagania o hegemonię w Europie Zachodniej, były serią konfliktów zbrojnych toczonych w latach 1494–1559, z udziałem Francji, Hiszpanii, niemieckiego rodu Habsburgów, Państwa Kościelnego, Wenecji, Florencji, Neapolu, Mediolanu i licznych drobnych państewek włoskich.
Bezpośrednią przyczyną ich wybuchu były francuskie roszczenia do sukcesji w Królestwie Neapolu i Księstwie Mediolanu. Andrzej Wyczański stwierdził, że można wyróżnić dwie fazy wojen włoskich: w pierwszej, trwającej od roku 1494 do 1516, celem wojen było podporządkowanie sobie przez zachodnioeuropejskie mocarstwa całości lub części Półwyspu Apenińskiego. W drugiej fazie, trwającej od roku 1521 do 1559, Włochy były już tylko jednym z teatrów działań wojennych, a przyczyną wojen była przede wszystkim rywalizacja o hegemonię w zachodniej Europie, tocząca się między Habsburgami, którzy za panowania Karola V skupili w swych rękach trony Hiszpanii, Neapolu, Sycylii, Niderlandów i Austrii oraz koronę cesarską Świętego Cesarstwa Rzymskiego, a Francją, okrążoną teraz przez posiadłości habsburskie. Największym ze starć jest bitwa pod Pawią w 1525, w Lombardii, w której to wojska Karola V pokonały armię francuską, biorąc do niewoli króla Francji Franciszka I. Ten jednak łamiąc późniejszy (kapitulancki) traktat pokojowy, wymknął się Hiszpanom z rąk. Wojny włoskie zakończono ze względu na bankructwo Hiszpanii oraz początek wstrząsów religijnych we Francji (hugenoci), pokojem w Cateau-Cambrésis w Niderlandach. Znaczącym elementem tych wojen są często się zmieniające koalicje, które zawierali często niedawni wrogowie przeciw niedawnym sojusznikom.

##### Wojna trzydziestoletnia
Była konfliktem trwającym od 1618 do 1648 pomiędzy protestanckimi państwami Świętego Cesarstwa Rzymskiego (I Rzeszy) wspieranymi przez inne państwa europejskie (takie jak Szwecja, Dania, Republika Zjednoczonych Prowincji, Francja) a katolicką dynastią Habsburgów. Mimo że wojna spowodowana była przyczynami natury religijnej, jednym z powodów jej długotrwałości stało się również dążenie mocarstw europejskich (nie tylko protestanckich) do osłabienia potęgi Habsburgów.
W wojnie trzydziestoletniej, pośrednio lub bezpośrednio, wzięły udział niemal wszystkie państwa europejskie. Stronę katolicką reprezentowały państwa Habsburgów (Austria i Hiszpania), niektóre księstwa I Rzeszy (m.in. Bawaria, niemieckie księstwa biskupie, m.in.: arcybiskupstwo Kolonii, arcybiskupstwo Moguncji oraz arcybiskupstwo Trewiru). Oficjalnie swojego wsparcia katolikom nie udzieliła Rzeczpospolita Obojga Narodów, lecz zaciężne oddziały lisowczyków zostały wysłane przez króla na Węgry w celu odciągnięcia wojsk protestanckich od obleganego Wiednia w 1619.
Po stronie protestanckich państw Rzeszy (m.in. Czech w tym Śląska, Palatynatu, Brandenburgii, Saksonii, księstw meklemburskich) stanęła Dania (do 1629 roku), Szwecja, katolicka Francja, Siedmiogród.
Wojna nie zakończyła się zupełnym zwycięstwem strony protestanckiej. Jej głównymi skutkami, oprócz zapewnienia częściowej wolności wyznania na terenie Rzeszy, było osłabienie dynastii Habsburgów, wzmocnienie pozycji Francji i Szwecji oraz uznanie niepodległości Zjednoczonych Prowincji Niderlandów. Z drugiej strony Habsburgowie osiągnęli rekatolicyzację Czech i umocnili swoją pozycję w tym państwie. Wojnę zakończył pokój westfalski podpisany w 1648.

#### Dominium Maris Baltici
Seria konfliktów o dominację w basenie Morza Bałtyckiego, pomiędzy Danią, Szwecją, Rzecząpospolitą oraz Carstwem Rosyjskim.
Duże znaczenie dla konfliktów polsko-szwedzkich miała wewnętrzna rywalizacja pomiędzy władcami z dynastii Wazów. Zygmunt III, wybrany w 1587 królem Polski, miał ambicje zdobycia korony Szwecji. Wyprawił się zbrojnie na północ, jednak 4 października 1598 poniósł klęskę w bitwie pod Linköping, walcząc ze swoim stryjem Karolem Sudermańskim. W 1599 Zygmunt został zdetronizowany, a Karol ogłosił się królem Szwecji. Zwycięski na własnym terenie Karol rozpoczął ekspansję na wschód, na polskie Inflanty. Doznał jednak druzgocącej klęski w bitwie pod Kircholmem 27 września 1605. O wyniku starcia zadecydowały szarże husarii. Bitwa ta zahamowała ekspansję Szwedów, jednakże na krótko, bo do kolejnych walk doszło w czasie wojny trzydziestoletniej. Nowy król szwedzki, Gustaw II Adolf kontynuował politykę poprzednika, dążąc do konfrontacji z Polską. Już w 1617 wznowił działania wojenne, zaatakował Inflanty i zajął Rygę, a w 1626 uderzył na Prusy Królewskie. W 1627 miała miejsce bitwa morska pod Oliwą. Dwa lata później hetman Stanisław Koniecpolski na lądzie pokonał Szwedów w bitwie pod Trzcianą. Pokonany król szwedzki zaangażował się w sprawy niemieckie i w 1632 zginął w bitwie. Kulminacją wojen polsko-szwedzkich był najazd z 1655 roku, określony mianem „Potopu”. Wykorzystując osłabienie Rzeczypospolitej po wojnach kozackich, Karol X Gustaw zaatakował i w krótkim czasie pokonał słabą polską obronę składającą się głównie z pospolitego ruszenia. Ta wojna różniła się od poprzednich skalą, jako że wojska szwedzkie zajęły całą właściwie etniczną Polskę, w tym główne miasta, Warszawę i Kraków. Celem szwedzkiego monarchy był rozbiór Polski. Ważnym momentem w dziejach tej wojny okazało się oblężenie klasztoru na Jasnej Górze w Częstochowie. Jakkolwiek z militarnego punktu widzenia nie było bardzo istotne, przeszło do legendy i było ukazywane jako napaść protestantów na święte miejsce katolików.

#### Zmiana układu sił
Druga połowa XVII w. była znaczącym momentem w dziejach Europy. W wyniku splotu wydarzeń, szczególnie w Europie Środkowo-Wschodniej wytworzyła się sytuacja polityczna i nowy układ sił, którego zasadnicze elementy przetrwały aż do XX w.
Udział w tworzeniu tego układu miały przede wszystkim: Rosja, Polska, Szwecja, Turcja, Chanat Krymski i Brandenburgia. Zasadniczo od połowy XVII w. wzmacnia się pozycja Rosji, głównie kosztem Rzeczypospolitej pochłoniętej wojną domową oraz wojnami z nieomal wszystkimi sąsiadami. W tym czasie uwidacznia się rola Ukrainy, która z prowincji Rzeczypospolitej stała się w latach 1648–1657 faktycznie niezależnym państwem. W latach 70. XVII w. jej rola gwałtownie maleje, a kraj staje się pionkiem na szachownicy w rozgrywkach pomiędzy Polską, Rosją a Turcją. Potop szwedzki ostatecznie kładzie kres hegemonii państwa polsko-litewskiego w tej części kontynentu. Silną pozycję zyskuje Rosja oraz do czasu wielkiej wojny północnej Szwecja. Próbująca osiągnąć hegemonię w Europie Południowo-Wschodniej Turcja, zostaje pokonana w 1683 r. w bitwie pod Wiedniem, a pokój karłowicki i uzyskanie przez Austrię Węgier były zwrotem w dominacji w tej części kontynentu. W tym czasie wzrosło również znaczenie Brandenburgii-Prus, które wykorzystując osłabienie Rzeczypospolitej w kolejnych wojnach, uniezależniają się i od początku XVIII w. obok Rosji i Austrii będą stanowić główną siłę militarną w tej części Europy.
W Europie Zachodniej II. poł. XVII w. upłynęła pod znakiem przewagi francuskiej. Ostatecznie status najsilniejszego państwa w tej części Europy utraciła Hiszpania. Na mapie Europy pojawiło się kolejne Imperium kolonialne Republika Zjednoczonych Prowincji. Apogeum mocarstwowości Francji przypada na lata 1643–1715. W tym czasie pojawia się na mocy aktu unii w wyniku połączenia Królestwa Anglii i Królestwa Szkocji, Królestwo Wielkiej Brytanii. W ciągu XVIII w. oprócz Francji i Wielkiej Brytanii wzmacnia się stopniowo przewaga Austrii, Prus oraz reformowanej przez Piotra Wielkiego Rosji. Wszystkie te państwa będą miały znaczący wpływ na kształtowanie się mapy Europy aż do I wojny światowej.

## Historia najnowsza

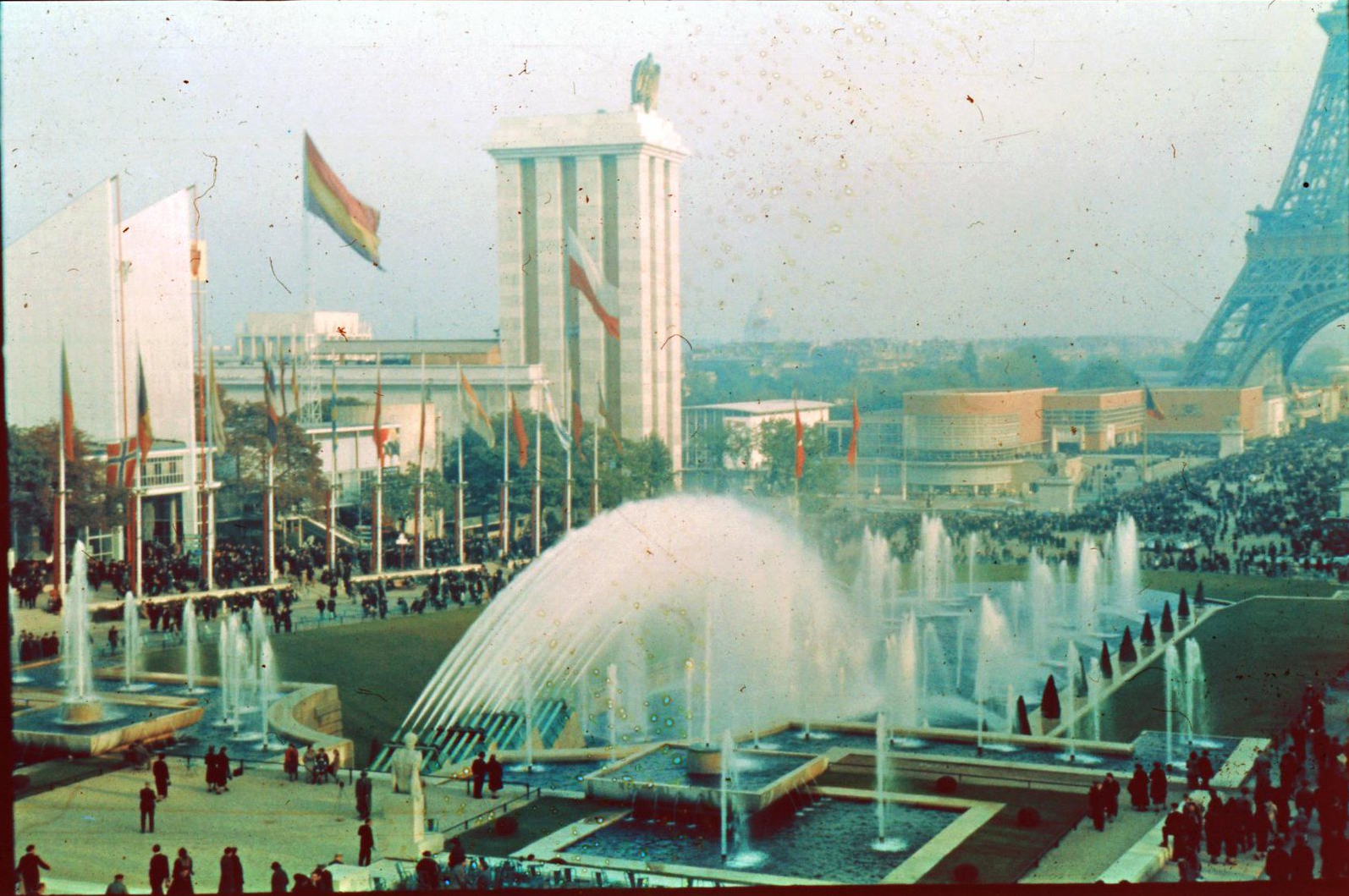
Wystawa Światowa na placu Warszawskim w Paryżu w 1937 roku

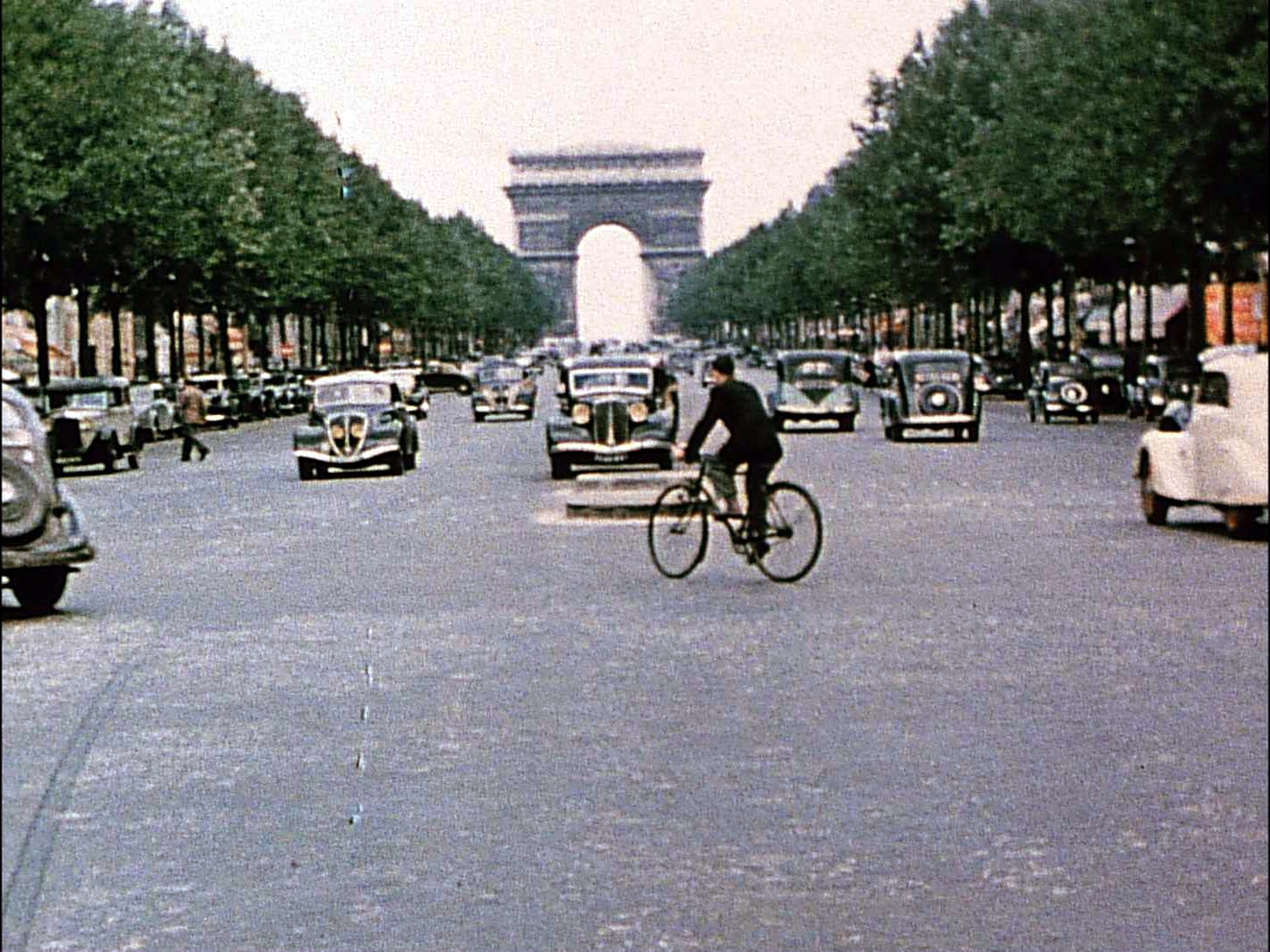
Lato 1939 roku w Paryżu

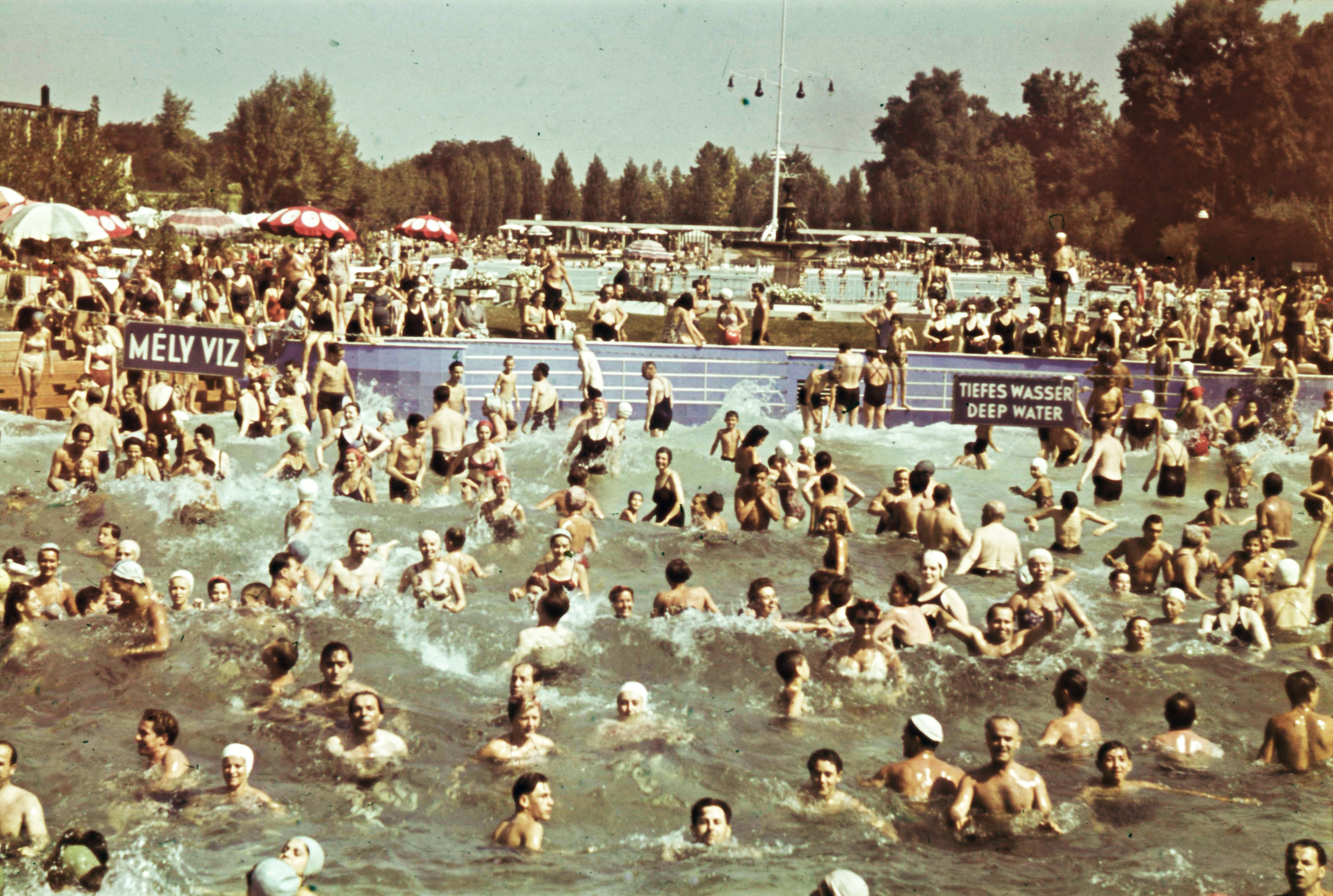
Europejczycy z różnych krajów wypoczywający na basenie na Węgrzech w 1939 tuż przed wybuchem II wojny światowej

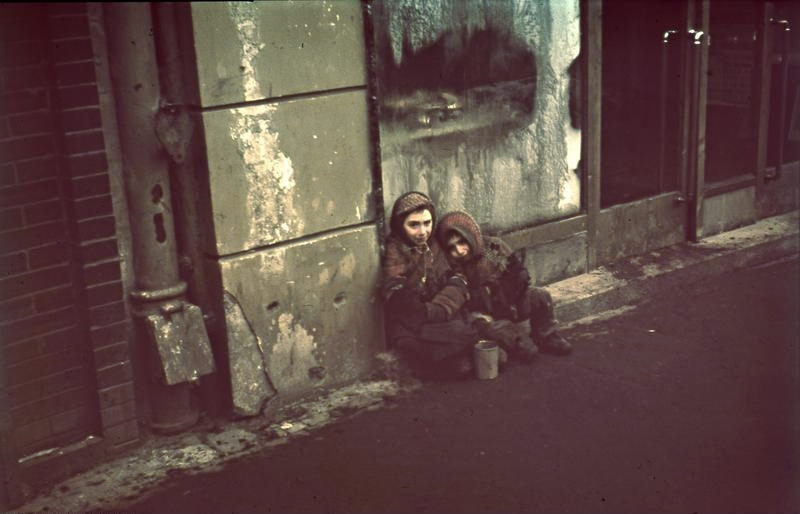
Getto warszawskie (1940-1943) w czasie okupacji niemieckiej w Polsce

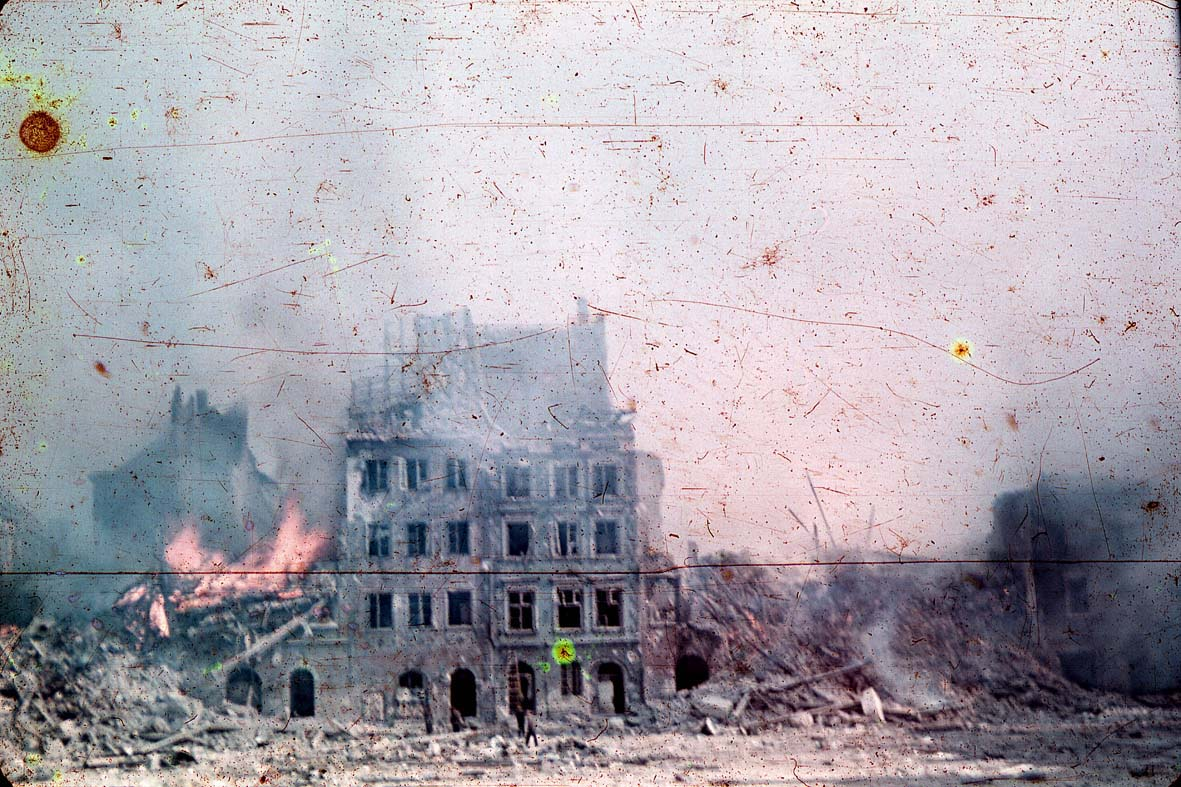
Powstanie warszawskie (1944)

Historia najnowsza Europy obejmuje okres od zakończenia nowożytności. Za daty początkowe przyjmuje się najczęściej: 1789 (rewolucja francuska), 1815 (kongres wiedeński) lub 1848 (Wiosna Ludów). W Polsce przyjęło się liczyć od III rozbioru Rzeczypospolitej w 1795 r. Część badaczy przyjmuje, że właściwą cezurą była dopiero I wojna światowa. Szkoła anglosaska nie uznaje historii najnowszej, uznając czasy współczesne za część nowożytności.
Wewnątrz epoki najczęściej stosuje się następujący podział:
- rewolucja przemysłowa (do ok. 1850)
- druga rewolucja przemysłowa (ok. 1850–1914)
- I wojna światowa (1914–1918)
- dwudziestolecie międzywojenne (1918–1939)
- II wojna światowa (1939–1945)
- okres powojenny (od 1945)
  - okres zimnowojenny (od lat 1945–1947 do lat 1989–1991)
  - okres postzimnowojenny (od 1991)

### Przełom XVIII i XIX w.

#### Rewolucja francuska i wojny napoleońskie
Okres absolutyzmu we Francji zakończyła Rewolucja francuska. W latach 1789–1799, doszło do głębokich zmian polityczno-społecznych i obalenia monarchii Burbonów. Za jej symboliczny początek uważa się zdobycie Bastylii przez paryskich mieszczan 14 lipca 1789 roku. Za koniec rewolucji uznaje się kres rządów Dyrektoriatu 9 listopada (18 brumaire’a) 1799 roku, kiedy to Napoleon Bonaparte przeprowadził zamach stanu, ogłaszając się dzień później Pierwszym konsulem. Doprowadziło to do serii konfliktów zbrojnych pomiędzy Francją i państwami z nią sprzymierzonymi a zmieniającą się koalicją innych państw Europy, zwanych wojnami napoleońskimi. Były one kontynuacją wojen między I Republiką Francuską a państwami I i II koalicji, które wybuchły z powodu rewolucji francuskiej i trwały – z inicjatywy i dzięki finansowaniu przez Wielką Brytanię – przez cały okres Konsulatu i I Cesarstwa. Wojny te – dzięki talentom dowódczym Napoleona początkowo zwycięskie, co zaowocowało pobiciem w polu armii większości dawnych mocarstw europejskich – zakończyły się przegraną Francji i najpierw abdykacją, a po ostatniej kampanii, znanej jako „100 dni Napoleona”, zesłaniem cesarza na Wyspę Świętej Heleny (1815). Za ich końcową datę uznaje się 20 listopada 1815 – po ostatecznej klęsce Napoleona w bitwie pod Waterloo i podpisaniu drugiego traktatu paryskiego w 1815 roku. Hegemonia Francji w Europie Zachodniej została zakończona.

#### Europa środkowo-wschodnia
W Europie środkowo-wschodniej po rozbiorach Polski umocniła się pozycja dotychczasowych mocarstw: Prus, Austrii i Rosji, związanych sojuszem poprzez zajęcie ziem polskich. Dodatkowo po wojnie rosyjsko-tureckiej, Imperium Rosyjskie opanowało tereny południowej Ukrainy, Krymu i północnego Kaukazu, co w połączeniu z opanowanymi ziemiami Rzeczypospolitej doprowadziło do podziału wpływów w tej części Europy aż do I wojny światowej.

### XIX w.
Po wojnach napoleońskich zwycięskie mocarstwa zawarły porozumienie zwane Świętym Przymierzem. Deklarowanym celem Świętego Przymierza była promocja zasad chrześcijańskich w polityce zagranicznej i wewnętrznej państw. W praktyce cel ten przekładał się na obronę legitymizmu i dążenie do równowagi sił pomiędzy mocarstwami – zasad ustalonych na kongresie wiedeńskim.

#### Wiosna Ludów
W połowie XIX w. doszło do szeregu ruchów rewolucyjnych znanych jako Wiosna Ludów. Wrzenie rewolucyjne ogarnęło takie państwa jak m.in. Francja, Austria, Włochy, Prusy czy Węgry.

#### Wojna francusko-pruska
Wojna ta była wynikiem toczącej się rywalizacji Francji i Prus o dominację w Europie w II poł. XIX w. Prusy dążyły zjednoczenia Niemiec pod swoim przewodnictwem, co starała się uniemożliwić Francja. Francuski cesarz Napoleon III Bonaparte zamierzał wzmocnić osłabiony prestiż Cesarstwa Francuskiego. Francja była jednak izolowana politycznie, a przede wszystkim nie była przygotowana do prowadzenia działań wojennych. Wojsko francuskie źle dowodzone, gorzej uzbrojone nie zdołało pokonać nowoczesnej armii niemieckiej.
Bezpośrednią przyczyną wybuchu wojny była próba osadzenia przez Ottona von Bismarcka na tronie Hiszpanii pruskiego księcia – Leopolda von Hohenzollern-Sigmaringen. Francja zamierzała nie dopuścić do uzyskania przez Prusy wpływów w Hiszpanii i w efekcie otoczenia Francji.
Wojnę zakończono podpisaniem 10 maja 1871 traktatu pokojowego we Frankfurcie. Skutkami wojny dla Francji były wypłata państwu pruskiemu odszkodowania, ostateczne zniesienie monarchii we Francji i ustanowienie republiki oraz utrata bogatych, granicznych krain Alzacji i Lotaryngii, odebranych wcześniej Świętemu Cesarstwu Rzymskiemu. Przegranie wojny, a w konsekwencji zamiar odzyskania Alzacji i Lotaryngii był jedną z przyczyn wybuchu I wojny światowej.